# Лазарчук Андрій Андрійович
Андрій Андрійович Лазарчук (27 травня 1982 — 12 березня 2023) — український футболіст та тренер, виступав на позиції воротаря.

## Клубна кар'єра
У ДЮФЛУ виступав за криворізький «Кривбас». У 1999 році потрапив у «Кривбас-2», клуб виступав у Другій лізі. 28 жовтня 2000 року дебютував у Вищій лізі в матчі проти запорізького «Металурга» (2:2), Лазарчук вийшов на 50 хвилині замість Сергія Правкіна. Всього за «Кривбас» у чемпіонаті України провів 8 матчів. Взимку 2002 року перейшов в донецький «Шахтар», але виступав за «Шахтар-3», «Шахтар-2» та дубль. Навесні 2006 року перейшов вільним агентом у харківський «Геліос», підписавши дворічний контракт. Також побував на перегляді в київському «Арсеналі» та дніпродзержинської «Сталі». У «Геліосі» не зміг закріпитися.
Взимку 2008 року перейшов до сімферопольського «ІгроСервіса». Взимку 2009 року залишив «ІгроСервіс». Того ж року виступав у слов'янському «Словхлібі» в аматорському чемпіонаті України.

## Кар'єра в збірній
У складі юнацької збірної України U-19 взяв участь в чемпіонаті Європи 2001 року в Фінляндії. Лазарчук зіграв 2 поєдинки і пропустив 3 м'ячі. У групі Україна зайняла 3 місце і не пройшла далі, поступившись Югославії і Чехії, але обійшла господарку чемпіонату Фінляндію.